# Zahradnické nářadí

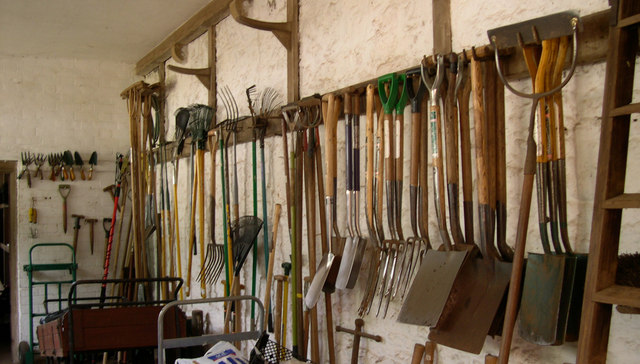
Nářaďovna

Zahradnické nářadí, nástroje a pomůcky jsou zařízení přizpůsobené k provádění zahradnických operací. Tyto pomůcky jsou různé podle prováděné operace, mohou se lišit u některých druhů rostlin, ale mohou být specifické i podle lokality či provozovny. Mimo nástrojů jsou běžně užívány nádoby či bedýnky, k dočasnému uložení nebo držení materiálu, specifická nářadí pro přepravu materiálu – dvoukolové a jednokolové ploché vozíky, kolečko. Mezi nejjednodušší nářadí a pomůcky používané v zahradnictví patří přehnutý papír při výsevu nebo skleněná destička při přepichování, mezi nejkomplikovanější fumigátory a motorové nářadí. V zahradnictví jsou ovšem používány i poměrně složitější stroje, jako je například balíčkovač sadby nebo nářadí pro přesné setí. Zahradnický nůž lze označit za nástroj, stejně tak jej lze označit za nářadí, nebo pomůcku, podle operace, podle hlediska. Pro specifické obory zahradnictví, například u úprav bonsají, jsou některé nástroje dále specificky upraveny a poněkud se liší od běžně užívaných. Uvedené seznamy jsou povšechné, nekompletní.

## Obecně

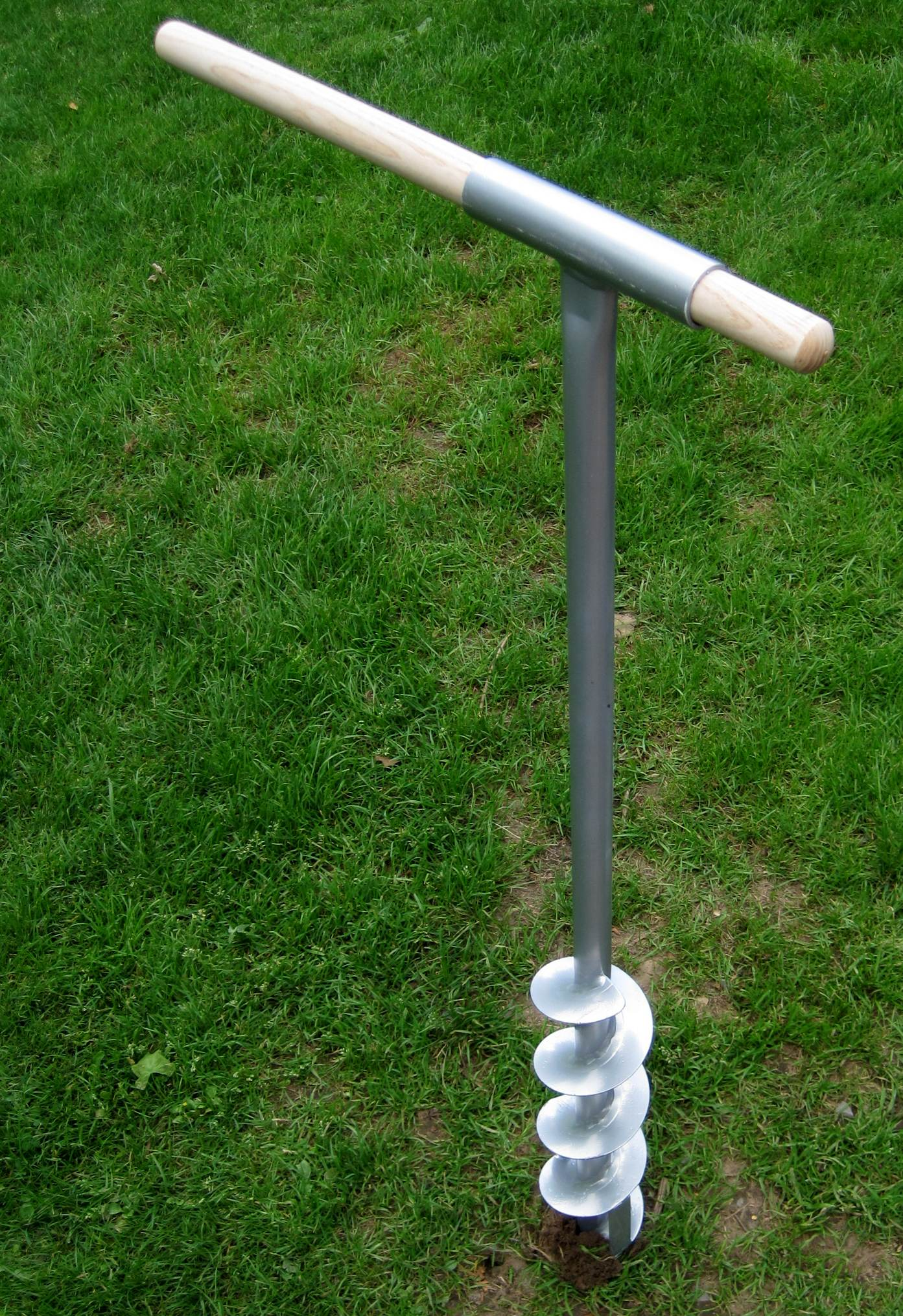
Zemní vrták, ruční.

- práce ve výškách – žebříky a schůdky
- doprava – dvoukolové a jednokolové ploché vozíky, kolečka, trakaře, motorové a vysokozdvižné vozíky, přepravní pásy, traktory,motorové vozy
- shromažďování, přenášení, uchovávání, dočasné zadržování hmot a objektů – bedýnky (např. bedýnka na nářadí), plachty, pytle, kbelík, lódna (plastová nádoba hranatá) a další nádoby,
- manipulace s hmotami – lopata (různé velikosti a materiály), rýč (různé typy), rycí vidle, krompáč, šoufek, vidle, hrábě, síta a katry, drtiče, mulčovače, fukary a vysavače.
- ochranné pomůcky – kožené boty. gumové boty, rukavice (kožené, gumové, textilní, zateplené, podle potřeby a operace), rouška, maska, ochranný oděv, ochranné brýle, ochrana obličeje (ochranný štít, síť), ochranná sluchátka (ochrana sluchu), nákoleníky nebo desky na ležení, klečení či sezení, ochranné a zabezpečovací pomůcky pro stromolezení, pokrývka hlavy (zateplené nebo nezateplené čepice, klobouky), kabát a montérky (pevné kalhoty, často s laclem)

## Podle pracovní operace

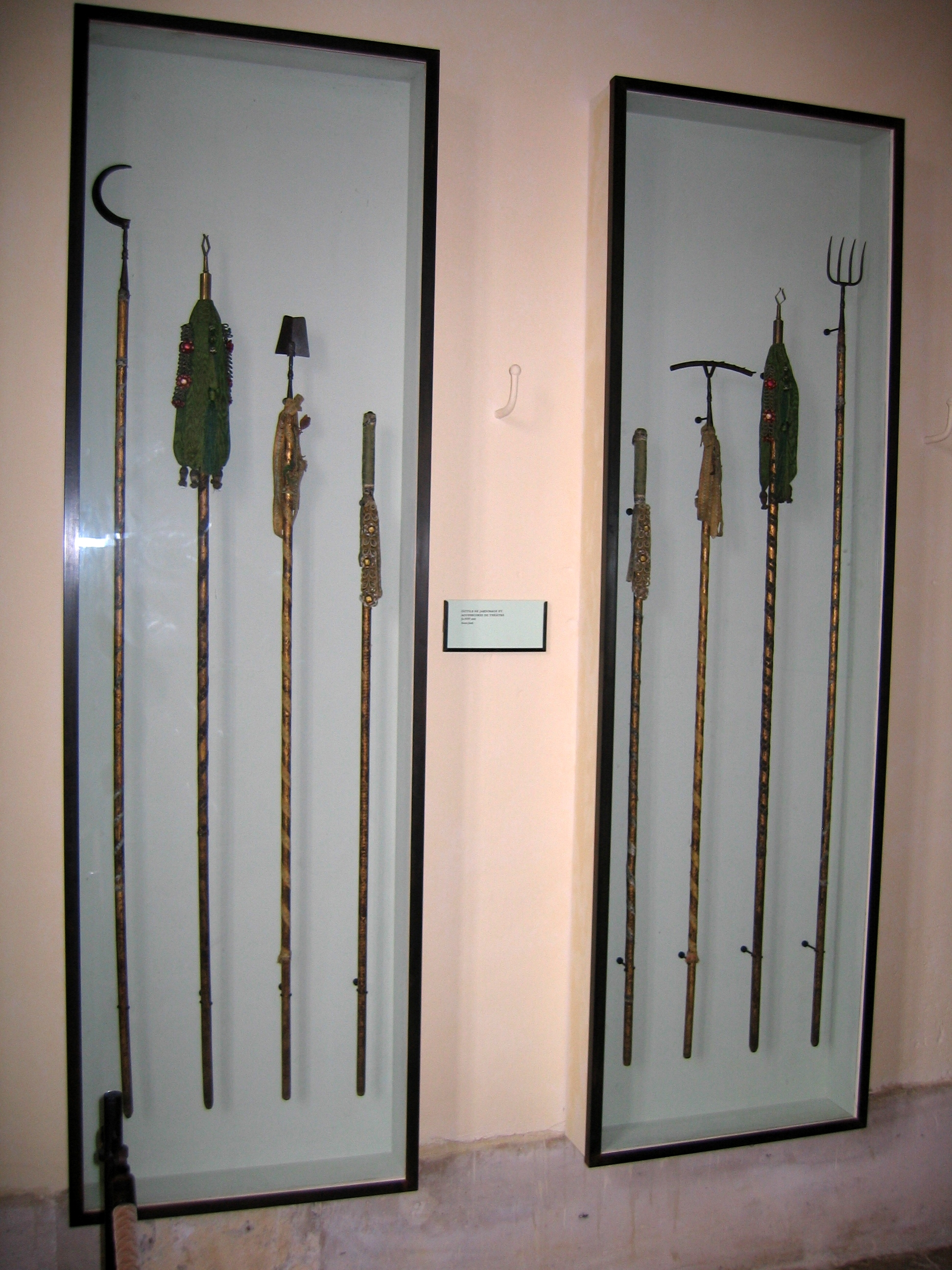
Historické nářadí v Petit Trianon

- výsev – nářadí pro setí a přesné setí
- přepichování (pikýrování) – přepichovací kolík
- přesazování, sázení – sázecí lopatka nebo kolík (při přesazování v pařeništi je nezbytná deska na ležení), nástroje k vytvářená děr v půdě (zemní vrtáky a vypichovače)
- agrochemie – rozprašovače, postřikovače, dávkovače, fumigátory, rozmetadla
- agrotechnika – kultivátory a rotavátory, motyky
- opylování – štětec
- sklizeň – plachty, sběrače, koše, třídicí pomůcky
- řez – zahradnické nůžky (různé druhy), očkovák, roubovák, žabka, pilky (různé druhy), štěpkovače, drtiče, plotořezy
- kácení a spojené operace – pila (různé druhy), sekera (různé druhy), štěpkovače, drtiče a odstraňovače pařezů
- aranžování – zahradnické nůžky (různé druhy), nůžky, nůž, pilka, pásky , kenzan a hmoty k uchycení, řasítka, sponkovačky, lepicí pásky a jejich držáky, lepicí tečky, lepicí pistole a lepidla, různé barvící nástroje a mlžítka
- údržba trávníku – sekačky (nožové strunové, vřetenové , ruční apod.), provzdušňovače (aerofikátory), mulčovače
- zálivka – zahradní hadice (a nástavce pro zálivku proudem), konve, kbelíky, cisterny, mlžítka, postřikovače a kropítka